# NovaMin
NovaMin is de merknaam van een type bioactief glas dat in mondverzorgingsproducten wordt toegepast vanwege de mineraliserende werking op tanden en kiezen. Het actieve bestanddeel is calcium natrium fosfosilicaat.
NovaMin geeft calcium- en fosfaationen af die essentieel zijn voor de mineralisatie van bot en tanden.

## Werking
Wanneer NovaMin in contact komt met speeksel komen er calcium- en fosfaationen vrij, wat de natuurlijke mineralisering van blootliggend dentine verbetert door de vorming van een beschermende laag over het blootliggend dentine en in tubuli. Deze mineralen vormen een laag hydroxylcarbonaatapatiet op de tand, een mineraal dat de harde, anorganische samenstelling van tanden en kiezen nabootst.
De reactie die hydroxyapatiet vormt, luidt: :5Ca2+ + 3PO43− + OH− → Ca5(PO4)3(OH).

## Toepassing
NovaMin wordt gebruikt voor de verlichting van pijnklachten bij gevoelige tanden en het bevorderen van mineralisatie van tanden en kiezen. Op de Nederlandse markt komt NovaMin onder meer voor in de tandpasta Sensodyne Repair & Protect.

## Achtergrond
De stof werd ontwikkeld door NovaMin Technology, dat in 2010 werd overgenomen door GlaxoSmithKline.